# Machaerium paraguariense
Machaerium paraguariense är en ärtväxtart som beskrevs av Emil Hassler. Machaerium paraguariense ingår i släktet Machaerium och familjen ärtväxter.

## Underarter
Arten delas in i följande underarter:
- M. p. cuspidatum
- M. p. paraguariense